# The Beach House (film 2020)
The Beach House è un film statunitense del 2020, opera prima del regista e sceneggiatore Jeffrey A. Brown.

## Trama
Emily e Randall sono una coppia di ragazzi poco più che adolescenti: lei è prossima all'iscrizione all'università, lui ha deciso di abbandonare l'istruzione nonostante il padre sia un professore universitario. I due decidono di trascorrere un weekend in una casa di proprietà del padre di Randall, situata in una località balneare, senza che Randall abbia tuttavia avvisato suo padre di ciò. Dopo una prima notte di passione e un risveglio tuttavia teso, i due scoprono che il padre di Randall aveva dato il permesso a una coppia di suoi amici, Jane e Mitch, affinché trascorressero il weekend proprio in quella casa. Presi alla sprovvista, le due coppie accettano di cenare insieme: la conversazione porta Emily a spiegare la sua vocazione per la scienza ai presenti e, in generale, tutti e quattro perdono ogni minimo imbarazzo. La serata si conclude con il consumo di erba precedentemente acquistata da Randall da parte di tutti e quattro, per sopperire a una carenza di alcol.
L'erba si rivela più forte di quanto Randall credeva: tutti iniziano ad avere la stessa allucinazione, inerente a una sostanza fosforescente simile a nebbia che ricopre l'ambiente circostante. A un certo punto Jane fa perdere le proprie tracce, precipitandosi fuori a toccare la strana sostanza: Mitch, che come tutti non è nel pieno della lucidità, si accorge dopo tempo di ciò e va così a cercarla. I ragazzi si addormentano sul pavimento per poi recarsi a letto nel cuore della notte, dopo un breve risveglio; il giorno dopo percepiscono ancora alcuni effetti della droga. Usciti dalla loro camera per fare colazione, i due scoprono che Jane ha assunto ormai uno stato catatonico e non riescono a ritrovare Mitch. I ragazzi cercano l'uomo fino ad arrendersi e recarsi in spiaggia: qui Randall è colto da un malore allo stomaco, dunque rientra in casa.
Emily si addormenta per poi risvegliarsi con Mitch al suo fianco: l'uomo le racconta della malattia terminale di sua moglie e di come quel weekend servisse a regalarle un ultimo momento di felicità, dopo di che si lascia annegare nelle acque del mare; nel frattempo, Randall cerca di prestare aiuto a Jane che si  chiusa nel bagno di casa. Mentre Emily assiste impotente al suicidio di Mitch, la ragazza si ritrova uno strano parassita che le perfora il piede: torna dunque a casa e cerca di medicarsi al meglio delle sue possibilità, non prima di aver rimosso il parassita. Emily scopre allora che Randall è stato aggredito da Jane, il cui stato catatonico si è evoluto in una sorta di rabbia e non ha più le pupille. I due ragazzi riescono a barricare Jane in casa e a fuggire, tuttavia dimenticano le chiavi della loro vettura; Randall è inoltre ferito e necessita di cure. I due si imbattono in un'automobile della polizia e comunicano con gli agenti via radio: questi intimano loro di non respirare la sostanza che sembra nebbia e di barricarsi in casa, unico modo per avere salva la vita.
La coppia riesce allora a rientrare in casa rompendo una finestra, cercando di isolarsi in un'ala della casa in cui Jane non può raggiungerli. Randall è sicuro di non poter sopravvivere, dunque Emily cerca in casa qualcosa che possa permetterle di salvarlo, mentre lo fa, ascolta un'allarmante trasmissione radiofonica secondo cui è in corso un processo che renderà la Terra inospitale per la vita come gli altri pianeti. La ragazza trova due bombole d'ossigeno, tuttavia si imbatte anche in Jane, dal cui corpo è ormai fuoriuscito un alieno che si sta nutrendo del cadavere della donna. Terrorizzata, Emily va dà Randall ma scopre che anche lui è stato colto dallo stesso morbo di Jane. capendo che non c'è più altro da fare, la ragazza lo uccide tramortendolo con una bombola d'ossigeno. A questo punto Emily prende le chiavi della macchina di Randall e va via, portando con sé le bombole di ossigeno. Capendo di essere ormai spacciata, la ragazza finisce col consegnarsi al mare proprio come aveva fatto Mitch.

## Produzione
Il regista ha richiesto la partecipazione del compositore EDM Roly Porter alla colonna sonora del film per via della passione di quest'ultimo per lo spazio e per la fantascienza, credendo che un musicista con questa caratteristica potesse risultare particolarmente ispirato dall'opera.

## Distribuzione
Presentato per la prima volta nel settembre 2019 Strasbourg European Fantastic Film Festival e allo Sitges Film Festival nel mese successivo, il film è stato poi distribuito dalla piattaforma streaming Shudder, che lo ha reso disponibile in Stati Uniti d'America, Canada, Regno Unito e Irlanda a partire dal 9 luglio 2020.

## Accoglienza
Sull'aggregatore Rotten Tomatoes il film riceve il 81% delle recensioni professionali positive con un voto medio di 6,5 su 10 basato su 109 critiche, mentre su Metacritic ottiene un punteggio di 64 su 100 basato su 13 critiche.